# Капский батис
Капский батис (лат. Batis capensis) — вид воробьиных птиц из семейства сережкоглазок. Выделяют 4 подвида.

## Таксономия
Типовой вид рода батисов (Batis).

## Распространение
Обитают в южной части Африки (на территории ЮАР, Эсватини, Зимбабве, Мозамбика, Малави и Замбии).

## Описание
Капский батис достигает длины 12—13 см и массы от 8,9 до 15,6 г. Оперение самцов и самок несколько отличается. Также облик зависит от принадлежности к конкретному подвиду.

## Биология
Лесные птицы. Питаются насекомыми. И самец, и самка агрессивно защищают свою территорию. Сезон размножения в сентябре-феврале, в основном в октябре-декабре.